# Benijófar
Benijófar – gmina w Hiszpanii, w prowincji Alicante, we wspólnocie autonomicznej Walencja, o powierzchni 4,36 km². W 2011 roku liczyła 4207 mieszkańców.
Podstawą gospodarki gminy jest rolnictwo, zwłaszcza warzywa i owoce.